# (10068) Dodoens
(10068) Dodoens est un astéroïde de la ceinture principale.

## Description
(10068) Dodoens est un astéroïde de la ceinture principale. Il fut découvert le 4 février 1989 à La Silla par Eric Walter Elst. Il présente une orbite caractérisée par un demi-grand axe de 2,37 UA, une excentricité de 0,11 et une inclinaison de 5,8° par rapport à l'écliptique.

## Compléments